# Hemisaga
Hemisaga là một chi côn trùng thuộc họ Tettigoniidae. Chi này có các loài sau:
- Hemisaga elongata
- Hemisaga lucifer
- Hemisaga vepreculae